# Aoraki westlandica
Espèce
Synonymes
- Rakaia calcarobtusa westlandica Forster, 1952

Aoraki westlandica est une espèce d'opilions cyphophthalmes de la famille des Pettalidae.

## Distribution
Cette espèce est endémique de Nouvelle-Zélande. Elle se rencontre vers la baie Woodpecker.

## Description
Le mâle holotype mesure 2,54 mm et la femelle paratype 2,85 mm.

## Systématique et taxinomie
Cette espèce a été décrite sous le protonyme Rakaia calcarobtusa westlandica par Forster en 1952. Elle suit son espèce dans le genre Aoraki en 2007. Elle est élevée au rang d'espèce par Giribet en 2020.

## Étymologie
Son nom d'espèce lui a été donné en référence au lieu de sa découverte, le Westland.

## Publication originale
- Forster, 1952 : « Supplement to the Sub-order Cyphophthalmi. » Dominion Museum Records in Entomology, vol. 1, no 9, p. 179–211.